# Rebecca Barry (Saxophonistin)
Rebecca Barry (* um 1975 in Mobile, Alabama) ist eine US-amerikanische Saxophonistin, die sowohl im Jazz- und Funkbereich als auch im Rhythm and Blues wirkt.
Barry, die aus einer Familie von Shrimps-Fischern stammt, ging in Fairhope auf die High School (Abschluss 1992). Dann studierte sie Musik an der Loyola University New Orleans (bei Tony Dagradi) und Jazz bei Ellis Marsalis und Ed Peterson an der University of New Orleans (Master in Jazz Studies 1998). 
1999 erschien ihre Debüt-CD And Then Some (mit Victor Atkins sowie Mike Pellera Klavier, James Singleton sowie Bill Huntington am Bass und Johnny Vidacovich sowie Jason Marsalis am Schlagzeug), teilweise mit eigenen Kompositionen. 2003 erschien das Album New Hope mit ihrer Band Bust.
Sie spielte auch mit Cyril Neville, P-Funk von George Clinton, George Porter Jr., The Coasters, Michael Ray (Cosmic Krewe), Lou Rawls, Dave Liebman, Rick Margitza, Ellis Marsalis und Kermit Ruffins. Neben Saxophon (Alt, Tenor, Sopran) singt sie auch, spielte Flöte und Keyboard.
2005 veröffentlichte sie mit The Headhunters Rebecca Barry and the Headhunters (mit Mike Clark, Paul Jackson, Bill Summers, Victor Atkins und Mike Pellera). Weiterhin arbeitete sie als Musiklehrerin in New Orleans und danach im Bereich Mobile und Baldwin County (Alabama), wo sie auch mit zwei eigenen Bands auftritt.